# Floyd Rose

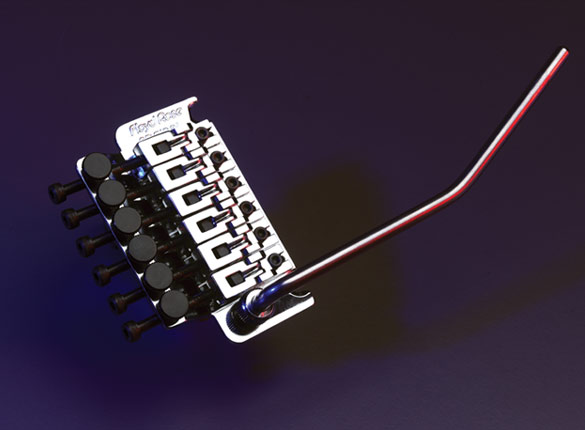
Floyd Rose Original.

Floyd Rose es un tipo de puente de guitarra, creado por Floyd D. Rose en 1976, suspendido en pivotes, en el que accionando una palanca se puede alterar drásticamente la afinación a gusto del guitarrista y en tiempo real. Este tipo de puente sujeta las cuerdas con tornillos y se balancea en resortes o muelles. Muy parecido a puentes usados por Fender en su gama Stratocaster, con la radical diferencia que los Floyd Rose tienen un bloqueo de cuerdas que mantiene la afinación inalterada aun cuando la palanca se usa en exceso. Su uso data de la década de los ochenta, momento en que los guitarristas de heavy metal lo popularizaron.
Este tipo de puente se diferencia del puente fijo en el que podemos aumentar o disminuir la tensión de las cuerdas más graves o más agudas tirando hacia adelante o hacia atrás de la palanca. La afinación de las guitarras con estos puentes es más complicada, ya que, si no se hace bien, el puente se levantará o se bajará, lo que producirá como consecuencia la desafinación de las cuerdas. La ventaja de este puente es que las cuerdas tienden mucho menos a desafinarse (dependiendo del fabricante), y en caso de ello tenemos unos tornillos de microafinación para reajustar el tono deseado.
Floyd Rose es la organización que licencia, distribuye y fabrica el Floyd Rose Locking Trémolo inventado y patentado por Floyd D. Rose. 
El sistema Floyd Rose consiste en:
- Una pieza que bloquea las cuerdas en la cejuela de la guitarra, lo que impide el uso de las clavijas para tensar o destensar las cuerdas.
- Un puente flotante, donde la otra terminación de las cuerdas son bloqueadas de nuevo.

El sistema de sujeción ayuda a mantener las cuerdas afinadas mientras éstas varían su tensión al utilizar el sistema. En realidad, ésta es la gran diferencia de Floyd Rose con respecto a otros sistemas de trémolos para guitarras. 

## Historia
A principios de los 80´s, Floyd D. Rose firmó un acuerdo con el fabricante de guitarras Kramer, donde Kramer tenía la exclusiva de la distribución de los puentes Floyd Rose, incluso de los que no fueran acoplados a guitarras. El acuerdo estipulaba el pago de regalías para Floyd D. Rose por cada unidad vendida. Eddie Van Halen fue uno de los primeros músicos en utilizar Floyd Rose y explorar las nuevas posibilidades que el sistema ofrecía para interpretar música en una guitarra eléctrica.

## Principios

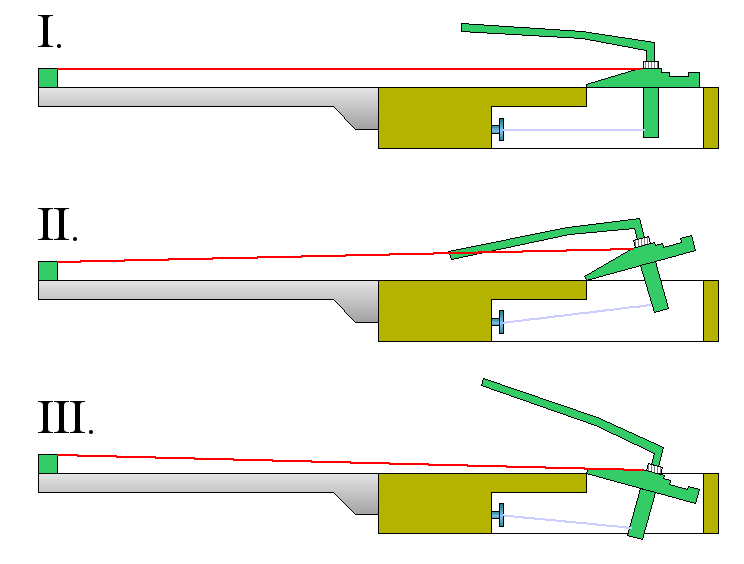
Las proporciones han sido exageradas para demostrar el efecto.

Posición I ilustra la posición normal de un puente Floyd Rose instalado en una guitarra afinada. 
Posición II ilustra la posición del puente cuando el brazo del trémolo es accionado hacia abajo, destensando las cuerdas.
Posición III ilustra la posición del puente cuando el brazo del trémolo es estirado hacia atrás, tensando las cuerdas del instrumento. 
Nótese que:
- El efecto afecta a todas las cuerdas, en contraste con el sistema B-Bender. Debido a la diferente tensión de las cuerdas, el grado de variación tonal varía de cuerda a cuerda, por lo que el efecto suele ser utilizado con una, dos o tres cuerdas juntas a la vez.
- Si se empuja el trémolo, la acción de las cuerdas aumenta lo que hace menos cómodo tocar el instrumento debido a la menor tensión.
- Si se estira el trémolo, disminuye la acción con lo que se corre el riesgo de que las cuerdas rocen los últimos trastes, obteniendo sonidos no deseados y la posibilidad de que se rompa una cuerda.

## Varios modelos y variaciones

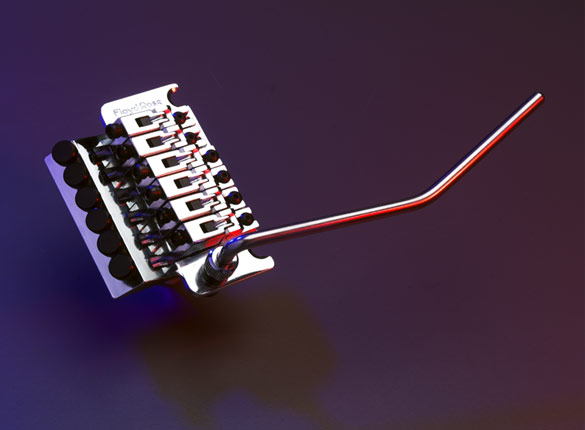
Floyd Rose Pro.

- Floyd Rose Original: es el modelo más antiguo todavía en producción. Desde 1977, la producción de este modelo ha permanecido inalterada, únicamente con ligeros cambios. Las primeras unidades de Floyd Rose tenían sistema doble de anclaje, pero no microafinadores, necesitando abrir el anclaje de la cejilla cada vez que se desea afinar la guitarra.

- Floyd Rose II: es una versión estándar del trémolo exactamente igual al Floyd Rose Original. Como mito, ha sido considerada de inferior calidad, pero como los mitos son mitos nada más y no pasan de eso, se puede desmentir diciendo que es el nombre original que se le dio al Floyd Rose cuando se le incorporó definitivamente la microafinación, además que fueron los que se empezaron a comercializar con guitarras de marca con este sistema incluido. Con los años, Floyd Rose Original también se comercializó igual que Floyd Rose II manteniendo las características de éste, lo cual ha llevado a confundir las cosas un poco más allá. Pero si se trata de calidad, tanto Floyd Rose Original como Floyd Rose II son idénticos.

- Floyd Rose Licensed: son sistemas fabricados por otras empresas que han comprado licencia a Floyd Rose. Estos modelos, generalmente, siguen el diseño original de Floyd Rose. El sistema Edge de Ibanez, proviniendo originariamente de Floyd Rose, es considerado como la mejor variación realizada a este sistema, siendo considerado por muchos guitarristas un puente que supera al Floyd Rose original.

- Floyd Rose 7-String: es un rediseño del Floyd Rose Original para guitarras de 7 cuerdas. Diseño y funcionamiento son exactamente iguales.

- Floyd Rose Pro: es una versión de perfil bajo del Floyd Rose Original. El puente se modificó buscando que la mano del guitarrista estuviera más cerca de las cuerdas cuando accionara el brazo del trémolo. Los microafinadores están situados en un ángulo más cómodo para su accionamiento.

- Floyd Rose SpeedLoader Tremolo: es un rediseño introducido sobre 2003 que combina Floyd Rose Original con el sistema SpeedLoader para superar las desventajas del sistema Floyd Rose original, pero necesita cuerdas especiales.